# Discours du « Jour de l'infamie »
Le discours du « Jour de l'infamie » a été prononcé par Franklin Delano Roosevelt, le 32e président des États-Unis, lors d'une session conjointe du Congrès le 8 décembre 1941. La veille, l'empire du Japon a attaqué les bases militaires des États-Unis à Pearl Harbor, Hawaï, aux Philippines, en Malaisie britannique, à Guam et Hong Kong, et a déclaré la guerre aux États-Unis et au Royaume-Uni. Le discours est connu pour sa première ligne : « Hier, 7 décembre 1941 – une date qui restera marquée par l’infamie –... . »
Le dimanche 7 décembre 1941, la base navale de Pearl Harbor sur l'archipel d'Hawaï a été attaquée par 353 avions de l'empire du Japon lors d'une frappe militaire surprise, détruisant plusieurs navires et avions américains et tuant plus de 2 400 civils et militaires. Roosevelt, averti dès la fin de l'attaque, a décidé de prononcer un discours lors de la session conjointe du Congrès le lendemain.
Le discours de Roosevelt a été rédigé pour positionner les États-Unis comme victime de l'impérialisme japonais, en affichant les volontés diplomatiques américaines. Le discours a eu une réponse publique positive dès le lendemain et un impact durable sur la politique américaine. C'est l'un des discours les plus célèbres de la politique américaine. Il a été diffusé en direct par la radio et a attiré la plus grande audience de l'histoire de la radio américaine, avec plus de 81% des personnes qui se sont connectées pour entendre le discours. Peu de temps après le discours, le Congrès a presque unanimement déclaré la guerre au Japon, faisant entrer officiellement les États-Unis dans la Seconde Guerre mondiale. L'expression « date qui restera marquée par l’infamie » a été réutilise lors de l'assassinat de John F. Kennedy, le 22 novembre 1963, les attentats terroristes du 11 septembre, et le 6 janvier 2021 pour la prise d'assaut du Capitole des États-Unis.

## Contexte

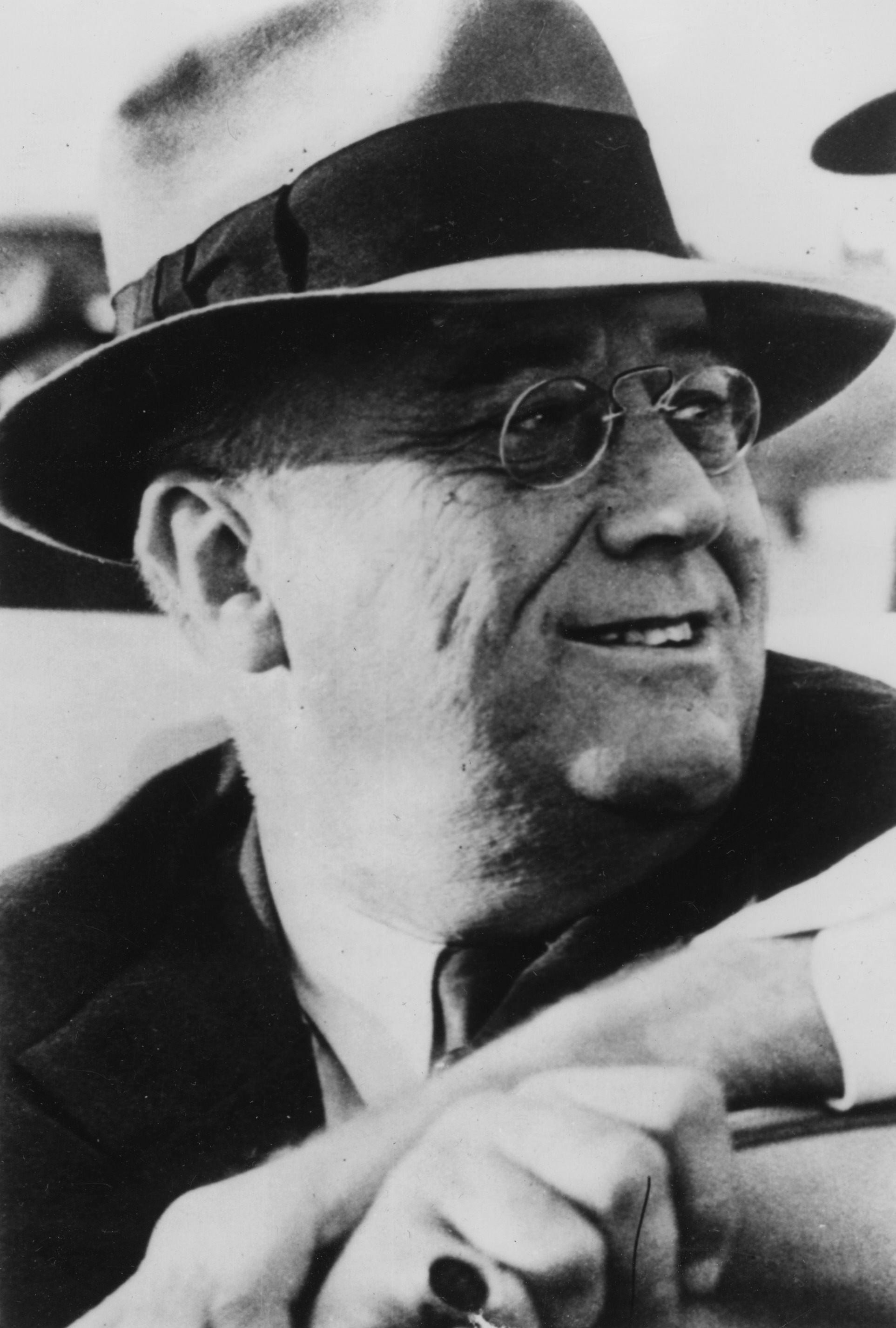
Franklin D. Roosevelt en 1940.

Franklin D. Roosevelt, né en 1882 dans le comté de Dutchess, New York, est un membre du Sénat de l'État de New York puis élu 44e gouverneur de New York en 1929 jusqu'à son investiture en tant que président. Il remporte l'élection présidentielle de 1932, puis réélu en 1936, et en 1940, un troisième mandat, une première pour les présidents américains.
Le 7 décembre 1941, la base navale américaine de Pearl Harbor dans le territoire d'Hawaï a été attaquée par 353 avions du Service aérien de la Marine impériale japonaise lors d'une frappe militaire surprise à 7h48 (12h48 pour Washington). Par la suite, 21 navires américains sont coulés et environ 350 avions ont été détruits et plus de 2 400 civil et militaires ont été tués. F.D.Roosevelt a été informé de cette attaque vers 13h40, alors qu'il déjeunait avec Harry Hopkins, par Frank Knox, le secrétaire de la Marine, qui reçut un message téléphonique d'un officier sur place : « Air raid, Pearl Harbor. This is not drill. » (Raid aérien sur Pearl Harbor. Ce n'est pas un exercice). Roosevelt ordonne alors la mobilisation de l'armée.
Cette attaque a été faite en temps de paix, « sans avertissement, alors que les deux nations étaient en paix » selon son secrétaire. En effet, la transmission du télégramme contenant la déclaration de guerre, entre le Japon et son ambassade à Washington fut tardive. Il n'a été reçu que 30 minutes après l'attaque.
Selon l'auteur George T. McJimsey, Roosevelt a dit à son cabinet de ne pas blâmer pour le retard du message, mais de se concentrer sur le fait que les États-Unis étaient « dedans »,. Le premier ministre britannique Winston Churchill a téléphoné à Roosevelt de Chequers et a dit : « Nous sommes tous dans le même bateau maintenant. » Bien que paralysé par la poliomyélite, Roosevelt décide de prononcer un discours avant la session conjointe du Congrès le lendemain.

## Discours à la session conjointe du Congrès
Le discours est une brève allocution d'un peu plus de 6 minutes devant une session conjointe du Congrès le 8 décembre 1941, à 12 h 30. Le secrétaire d'État Cordell Hull avait recommandé à Roosevelt de consacrer plus de temps à l'exposition des relations nippo-américaines et aux efforts longs mais infructueux pour trouver une solution pacifique dans le Pacifique. Cependant, Roosevelt a gardé le discours bref étant convaincu qu'il aurait un effet plus dramatique et universel. La déclaration révisée de Roosevelt était plus forte pour son insistance emphatique sur le fait que la postérité approuverait la vue américaine de l'attaque. Selon le sociologue Jeffrey C. Alexander et d'autres auteurs du livre Cultural Trauma and Collective Identity, le discours a permis de cristalliser et de canaliser la réponse de la nation en une réponse et résolution collective.

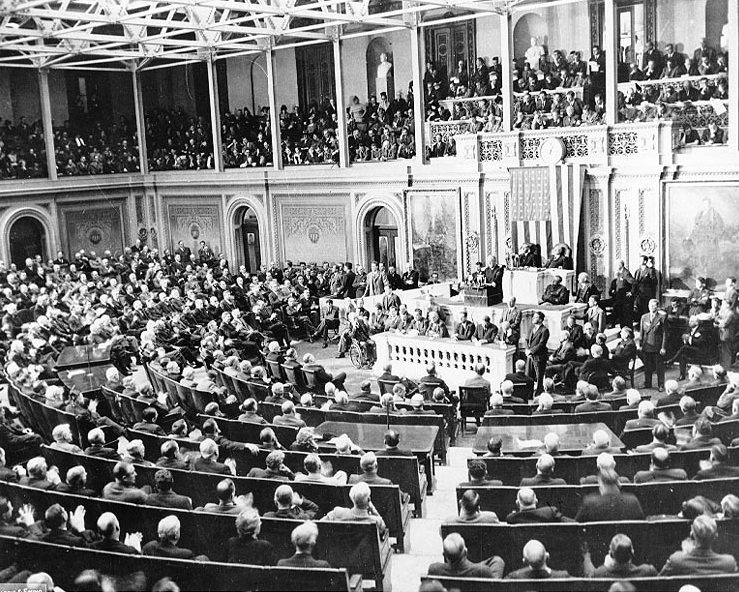
Roosevelt prononçant le discours devant le Congrès.

Le premier paragraphe du discours a été rédigé pour renforcer la stature des États-Unis en tant que victime de l'agression japonaise non provoquée et inattendue. Le premier essai du texte indiquait « une date qui vivra dans l'histoire du monde ». Roosevelt l'a reformulé comme « une date qui vivra dans l'infamie ». Plutôt que de parler à la voix active (« Le Japon a attaqué les États-Unis »), Roosevelt a choisi de parler à la voix passive pour souligner le statut de victime des États-Unis. Roosevelt a dit : 

« Hier, 7 décembre 1941, date qui restera marquée par l'infamie, les États-Unis d'Amérique ont été soudainement et délibérément attaqués par les forces navales et aériennes de l'empire du Japon.
Les États-Unis étaient en paix avec cette nation et, à la demande du Japon, menaient encore avec son gouvernement et son empereur, des pourparlers en vue du maintien de la paix dans le Pacifique. En fait, une heure après que les escadrilles japonaises eurent commencé à bombarder Oahu, l’ambassadeur du Japon au près les États-Unis, et son collègue, transmettaient au Secrétaire d'État une réponse officielle à un récent message américain. Et si cette réponse affirmait qu'il paraissait inutile de poursuivre les négociations diplomatiques en cours, elle ne contenait aucune menace ou indice de guerre ou d'attaque armée. »

Roosevelt a déclaré que la distance entre le Japon et Hawaï rendait évident que l'attaque avait été planifiée :

« Il faut souligner que la distance géographique entre Hawaï et le Japon montre clairement que cette attaque était préparée depuis plusieurs jours, voire plusieurs semaines. Pendant ce temps, le gouvernement japonais a délibérément cherché à tromper les États-Unis en faisant de fausses déclarations et en exprimant l’espoir que la paix serait maintenue. »

Le thème de « innocence violée » est renforcé par la mention des négociations diplomatiques en cours avec le Japon, que Roosevelt a qualifiées d'avoir été poursuivies cyniquement et malhonnêtement par le gouvernement japonais alors qu'il se préparait secrètement à la guerre contre les États-Unis.

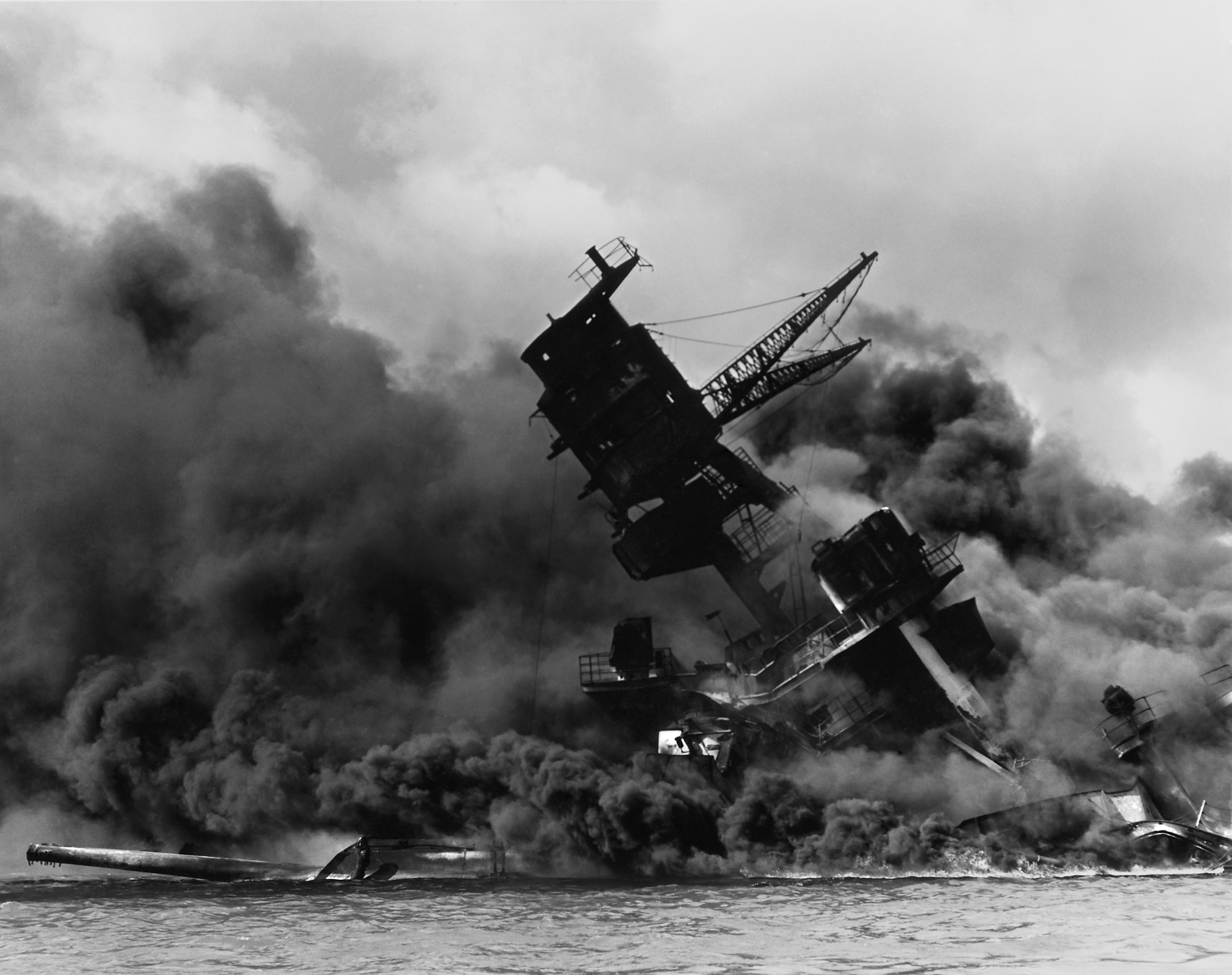
L'épave de l' en flammes après l'attaque.

Le thème de l'infamie adopté par Roosevelt a une résonance dans l'histoire des grandes défaites américaines. La bataille de Little Bighorn en 1876, contre les Cheyennes et Sioux, et le naufrage de l'USS Maine en 1898 avaient tous deux été la source d'une intense indignation nationale et d'une détermination à mener le combat contre l'ennemi. Les défaites et les revers étaient à chaque fois dépeints comme n'étant qu'un tremplin vers une victoire finale et inéluctable. La rhétorique de ce discours a été puissante comme le montre l'autrice Sandra Silberstein ; le discours de Roosevelt suivait une tradition bien établie selon laquelle « à travers des conventions rhétoriques, les présidents assument des pouvoirs extraordinaires en tant que commandant en chef, l'opposition est minimisée, les ennemis sont vilipendés et des vies sont perdues dans la défense d'une nation autrefois et de nouveau unis sous Dieu ». 
Roosevelt a habilement employé l'idée de kairos, qui se rapporte au fait de parler immédiatement après les faits ; cela a rendu le discours d'infamie puissant et important sur le plan rhétorique. Prononçant son discours le lendemain de l'attaque de Pearl Harbor, Roosevelt s'est présenté comme immédiatement prêt à faire face à cette provocation. Roosevelt souligne aussi que « notre peuple, notre territoire et nos intérêts sont gravement menacés » et que les territoires de Guam, Wake et Midway, territoires américains, sont attaqués. Il finit son allocution par une adresse plus directe envers le Congrès et le peuple américain :

« Quel que soit le temps qu'il nous faudra pour surmonter cette invasion préméditée, le peuple américain, dans sa juste puissance, remportera une victoire absolue. Je crois interpréter la volonté du Congrès et du peuple lorsque j'affirme que non seulement nous nous défendrons jusqu'au bout, mais que nous ferons en sorte que cette forme de trahison ne nous mette plus jamais en danger. Les hostilités existent. Il n'est pas question de fermer les yeux sur le fait que notre peuple, notre territoire et nos intérêts sont en grave danger. Avec la confiance en nos forces armées — avec la détermination sans faille de notre peuple — nous remporterons l'inévitable triomphe — que Dieu nous aide. Je demande que le Congrès déclare que depuis l'attaque non provoquée et ignoble du Japon le dimanche 7 décembre 1941, un état de guerre existe entre les États-Unis et l'Empire japonais. »

## Impact et héritage

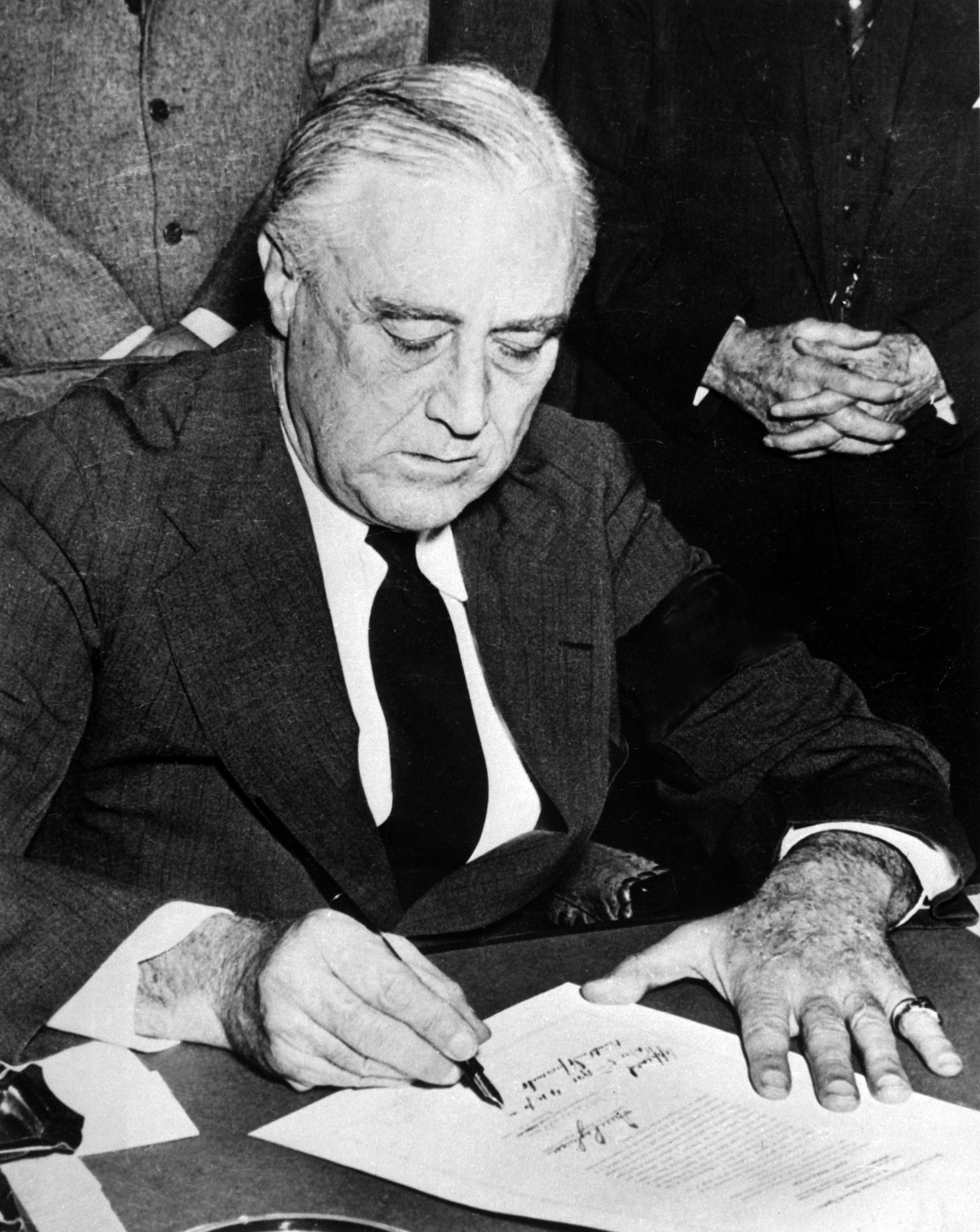
Franklin D. Roosevelt signant la déclaration de guerre contre le Japon.

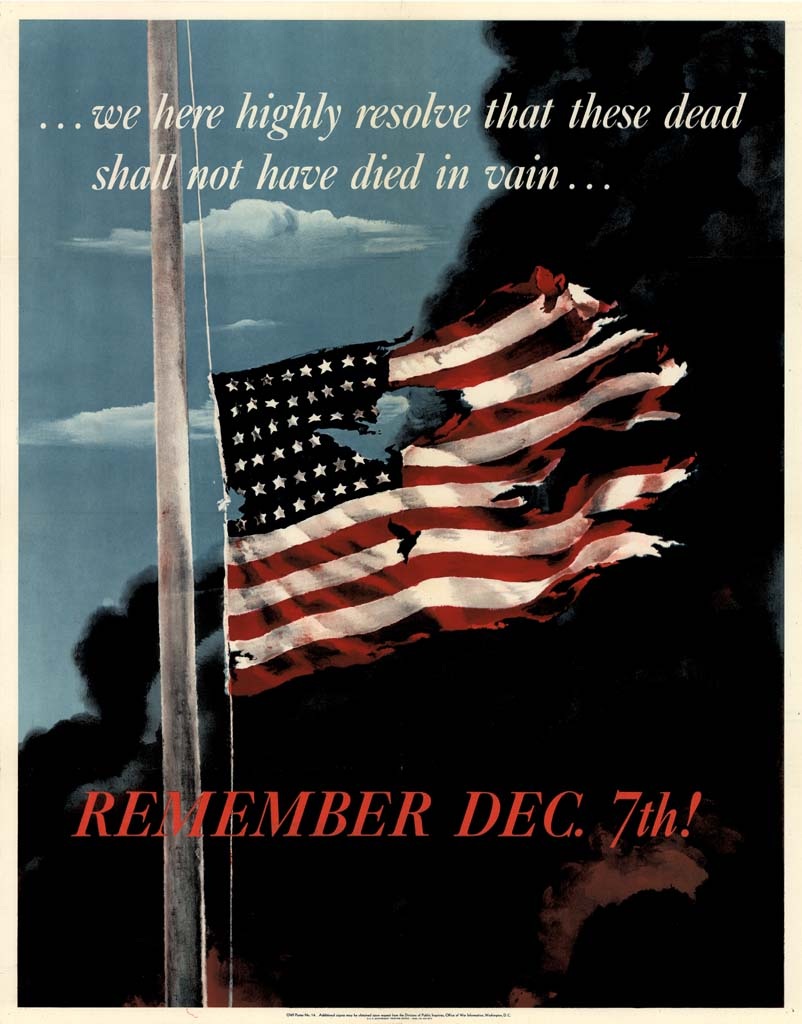
« Remember December 7 ! » (« N'oubliez pas le 7 décembre ! »), affiche d'Allen Saalburg, publié en 1942 par le Bureau d'information de guerre des États-Unis.

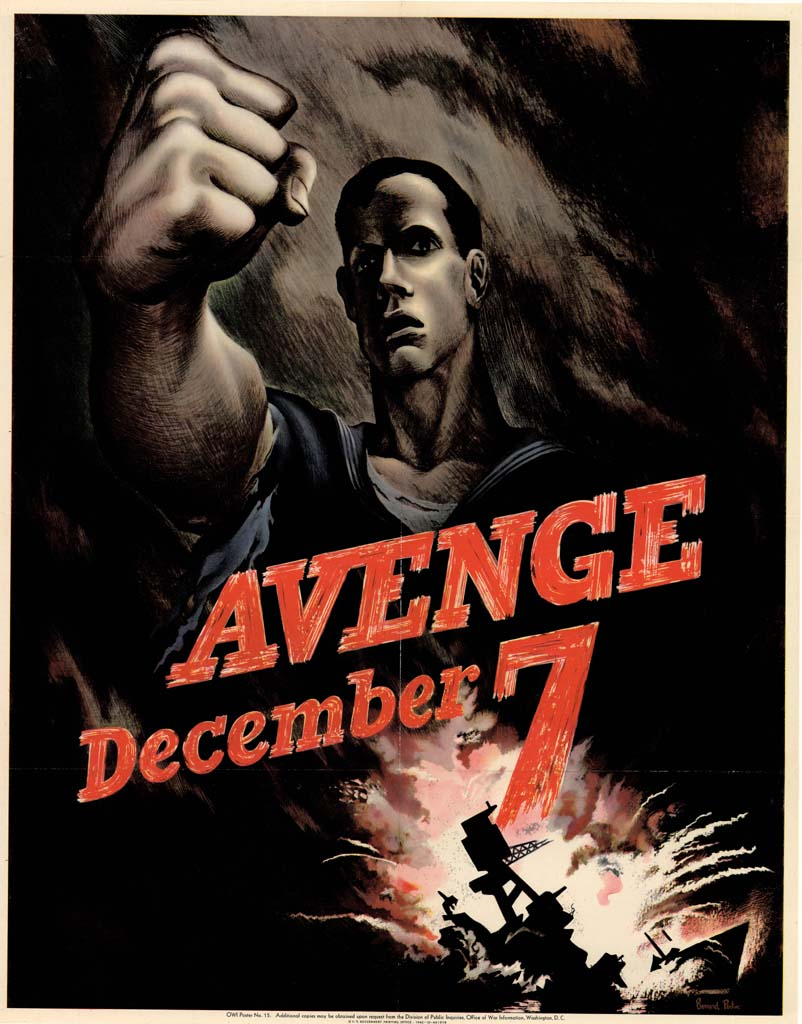
« Avenge December 7 ! » (« Venger le 7 décembre »), affiche de 1942 publié par le Bureau d'information de guerre des États-Unis.

Le discours de Roosevelt eut un impact immédiat et durable tant sur la population que dans l'histoire des États-Unis, et est considéré comme l'un des discours plus célèbres de la politique américaine au côté notamment du discours de Gettysburg. Peu après la fin de son discours, le Congrès déclare la guerre au Japon. Seule une représentante, Jeannette Rankin, fervente pacifiste, vote contre l'entrée en guerre. Le discours a été diffusé en direct à la radio et a attiré la plus grande audience de l'histoire de la radio américaine, il a été estimé que 81% des foyers américains l'ont écouté en direct.
La réaction est positive, tant à l'intérieur qu'à l'extérieur du Congrès. Samuel Irving Rosenman, conseiller de Roosevelt, a décrit la scène comme le « spectacle le plus dramatique qui soit dans la chambre des représentants ». Selon lui, il eut un esprit de coopération entre les Démocrates et les Républicains, et « le nouveau sentiment d'unité qui a soudainement surgi dans la chambre le 8 décembre, l'objectif commun derrière la direction du président, la détermination commune à aller jusqu'au bout, étaient typiques de ce qui se passait dans tout le pays ».
Au niveau du public aussi, la réaction a été quasiment unanime. Des milliers de télégrammes approuvant la prise de position de Roosevelt ont été reçus à la Maison Blanche. Une personne écrit : « Ce dimanche-là, nous étions consternés et effrayés, mais votre courage sans bornes nous a rassemblés. » Les casernes militaires se sont retrouvées bloquées à cause de l'affluence massive de volontaires. Celles-ci ont dû rester ouvertes 24 heures sur 24 pour faire face aux foules cherchant à s'inscrire, dont le nombre serait deux fois plus élevé qu'après la déclaration de guerre de Wilson en 1917.
L'opposition pacifique et isolationniste s'est effondré à la suite du discours, même les critiques les plus féroces du président se sont alignés. Charles Lindbergh, qui avait été un isolationniste de premier plan, a fait une déclaration approuvant le discours de Roosevelt. Il déclare : « Notre pays a été attaqué par la force des armes, et par la force des armes, nous devons riposter. Nous devons maintenant concentrer tous nos efforts sur la construction de l'armée, de la marine et de l'armée de l'air les plus grandes et les plus efficaces du monde. »
Le terme « jour d'infamie » est devenu largement utilisé par les médias pour désigner tout moment de funeste ou de disgrâce suprême. Le discours, et le thème de l'attaque surprise, est devenu un des points phares du récit américain mythique des événements du 7 décembre 1941. Hollywood a intégré ce discours dans plusieurs films de guerre, notamment La Sentinelle du Pacifique (1942), l'oscarisé Air Force et les films Homme de Frisco (1944), et Trahison japonaise (1945); tous comprenaient des reportages radio réels sur les négociations d'avant le 7 décembre avec les Japonais, renforçant l'impression de la duplicité japonaise. Griffes jaunes (1942), Salut aux Marines (1943), et Vaisseau espion (1942), a utilisé un dispositif similaire, relatant les avancement des relations américano-japonaises. Le thème de l'innocence américaine trahie a également été fréquemment représenté à l'écran, le mélodramatique des aspects de la narration se prétendant naturellement au cinéma.
La description faite par Roosevelt du 7 décembre 1941 comme « une date qui restera marquée [dans l'histoire] par l'infamie » s'est avérée exacte ; cette date est devenue un raccourci pour l'attaque de Pearl Harbor, de la même manière que le 22 novembre 1963 et le 11 septembre 2001 ont été inextricablement associés à l'assassinat de John F. Kennedy et aux attentats du 11 septembre. Les slogans « Remember December 7th » et « Avenge December 7 » ont été adoptés comme cri de ralliement et ont été largement diffusés sur des affiches.
Prélude à la guerre (1942), le premier film de la série Why We Fight (en français, « Pourquoi nous combattons ») (1942-1945) de Frank Capra, enjoint les Américains à se souvenir de la date de l'invasion japonaise de la Mandchourie, le 18 septembre 1931, « aussi bien que nous nous souvenons du 7 décembre 1941, car c'est à cette date, en 1931, que la guerre que nous combattons maintenant a commencé ». Le symbolisme de cette date a été mis en évidence dans une scène du film Bombardier (1943), dans laquelle le chef d'un groupe d'aviateurs s'approche d'un calendrier accroché au mur, désigne la date et dit à ses hommes : « Messieurs, il y a une date dont nous nous souviendrons toujours - et qu'ils n'oublieront jamais !. »
La rémanence du discours de l'infamie a été confirmée après les attentats du 11 septembre, que de nombreux commentateurs ont également comparés à Pearl Harbor en termes de retentissement sur le monde. Dans les jours qui ont suivi l'attaque terroriste, Richard Jackson a fait remarquer dans son livre Writing the War on Terrorism : Language, Politics and Counter-terrorism qu'« il y a eu un effort délibéré et soutenu » de la part de l'administration du président George W. Bush pour « lier discursivement le 11 septembre 2001 à l'attaque de Pearl Harbor, à la fois en invoquant directement le discours d'infamie de Roosevelt et en réutilisant les thèmes employés par Roosevelt dans son discours. » Sandra Silberstein a fait des parallèles directs entre les éléments langagiers utilisé par Roosevelt et Bush, soulignant plusieurs similitudes entre le discours d'infamie et le discours de Bush. Emily S. Rosenberg a souligné les efforts rhétoriques visant à établir un lien entre les conflits de 1941 et 2001 en réutilisant la terminologie de la Seconde Guerre mondiale utilisée par Roosevelt (comme le montre l'Axe dans l'Axe du Mal).
Le Premier ministre espagnol José María Aznar a fait référence au discours après les attentats de Madrid en 2004, en disant : « Le 11 mars 2004 occupe déjà sa place dans l'histoire de l'infamie. » Le 6 janvier 2021, après l'assaut du Capitole, le sénateur Chuck Schumer a ajouté cette date à la liste très courte de dates dans l'histoire américaine qui vivront pour toujours dans l'infamie.

## Texte du discours
« Yesterday, December 7, 1941 a date which will live in infamy the United States of America was suddenly and deliberately attacked by naval and air forces of the Empire of Japan.
The United States was at peace with that Nation and, at the solicitation of Japan, was still in conversation with its Government and its Emperor looking toward the maintenance of peace in the Pacific. Indeed, one hour after Japanese air squadrons had commenced bombing in the American Island of Oahu, the Japanese Ambassador to the United States and his colleague delivered to our Secretary of State a formal reply to a recent American message. And while this reply stated that it seemed useless to continue the existing diplomatic negotiations, it contained no threat or hint of war or of armed attack.
It will be recorded that the distance of Hawaii from Japan makes it obvious that the attack was deliberately planned many days or even weeks ago. During the intervening time the Japanese Government has deliberately sought to deceive the United States by false statements and expressions of hope for continued peace.
The attack yesterday on the Hawaiian Islands has caused severe damage to American naval and military forces. I regret to tell you that very many American lives have been lost. In addition American ships have been reported torpedoed on the high seas between San Francisco and Honolulu.
Yesterday the Japanese Government also launched an attack against Malaya. Last night Japanese forces attacked Hong Kong. Last night Japanese forces attacked Guam. Last night Japanese forces attacked the Philippine Islands. Last night the Japanese attacked Wake Island. And this morning the Japanese attacked Midway Island.
Japan has, therefore, undertaken a surprise offensive extending throughout the Pacific area. The facts of yesterday and today speak for themselves. The people of the United States have already formed their opinions and well understand the implications to the very life and safety of our Nation.
As Commander in Chief of the Army and Navy I have directed that all measures be taken for our defense.
But always will our whole Nation remember the character of the onslaught against us.
No matter how long it may take us to overcome this premeditated invasion, the American people in their righteous might will win through to absolute victory.
I believe that I interpret the will of the Congress and of the people when I assert that we will not only defend ourselves to the uttermost but will make it very certain that this form of treachery shall never again endanger us.
Hostilities exist. There is no blinking at the fact that our people, our territory, and our interests are in grave danger.
With confidence in our armed forces with the unbounding determination of our people we will gain the inevitable triumph so help us God.
I ask that the Congress declare that since the unprovoked and dastardly attack by Japan on Sunday, December 7, 1941, a state of war has existed between the United States and the Japanese Empire »
— Franklin D. Roosevelt, Discours de Franklin D. Roosevelt, New York (Transcription)

## Travaux universitaires

### Livres et articles
- (en) Jeffrey C. Alexander, Ron Eyerman, Bernard Giesen, Neil J. Smelser et Piotr Sztompka, Cultural Trauma and Collective Identity, University of California Press, 2004 (ISBN 978-0-520-93676-8)
- (en) Barta, Screening The Past: Film and The Representation of History, Praeger, 1998 (ISBN 978-0-275-95402-4)
- (en) Alan Brinkley, American National Biography, Oxford University Press, 2000 (1re éd. 1999) (DOI 10.1093/anb/9780198606697.article.0600567), « Roosevelt, Franklin Delano (30 January 1882–12 April 1945), Thirty-Second President of the United States »
- (en) Robert J. Brown, Manipulating the Ether : The Power of Broadcast Radio in Thirties America, McFarland & Company, 1998 (ISBN 978-0-7864-0397-4)
- (en) « Japan Enters the War: Statements in Washington, Tokyo and London », Chatham House, vol. 18, no 25,‎ 1941, p. 1960–1964 (ISSN 2044-3986, JSTOR 25643163)
- (en) Jeffrey W. Coker, Franklin D. Roosevelt : A Biography, Greenwood Publishing Group, 2005 (ISBN 978-0-313-32337-9)
- (en) Laura Crowell, « Word changes introduced Ad Libitum in five speeches by Franklin Delano Roosevelt », Taylor & Francis, vol. 25, no 4,‎ 1958 (ISSN 0038-7169, DOI 10.1080/03637755809375238)
- (en) Frank Freidel, Franklin D. Roosevelt: A Rendezvous With Destiny, Little, Brown and Company, 1990 (ISBN 978-0-316-29260-3)
- (en) Daniel Immerwahr, How to Hide an Empire : A Short History of the Greater United States, The Bodley Head, 2019 (ISBN 978-1-84792-399-8)
- (en) Richard Jackson, Writing the War on Terrorism : Language, Politics and Counter-terrorism, Manchester University Press, 2005 (ISBN 978-0-7190-7121-8)
- (en) James Jasinski, Sourcebook On Rhetoric : Key Concepts in Contemporary Rhetorical Studies, 2001 (ISBN 978-0-7619-0504-2)
- (en) Gordon Martel, The World War Two Reader, Routledge, 2004 (ISBN 978-0-415-22402-4)
- (en) George T. McJimsey, The Presidency of Franklin Delano Roosevelt, University Press of Kansas, 2000 (ISBN 978-0-7006-1012-9)
- (en) On War Against Japan : Franklin D. Roosevelt's "Day of Infamy" Address of 1941, National Archives and Records Administration, 1988 (OCLC 17620457)
- (en) John Poulakos, « Toward a Sophistic Definition of Rhetoric », Université d'État de Pennsylvanie, vol. 16, no 1,‎ 1983, p. 35–48 (ISSN 0031-8213, JSTOR 40237348)
- (en) « FDR's 'Day of Infamy" Speech », Prologue, vol. 33, no 4,‎ 2001 (lire en ligne, consulté le 27 novembre 2021)
- (en) Franklin D. Roosevelt, « The President's War Messages », University of California Press,‎ 1942 (JSTOR 45305940)
- Emily S. Rosenberg, A Date Which Will Live : Pearl Harbor in American Memory, Duke University Press, 2003 (ISBN 978-0-8223-3206-0)
- (en) Paul B. Sheatsley et Jacob J. Feldman, « The Assassination of President Kennedy: A Preliminary Report on Public Reactions and Behavior », Oxford University Press, vol. 28, no 2,‎ 1964, p. 189–215 (DOI 10.1086/267237, JSTOR 2746986)
- (en) Robert Sickels, The 1940s, Greenwood Publishing Group, 2004 (ISBN 978-0-313-31299-1)
- (en) Sandra Silberstein, War of Words : Language, Politics and 9/11, Routledge, 2002 (ISBN 978-0-415-29047-0)
- (en) Hermann G. Stelzner, « 'War Message', December 8, 1941: An Approach to Language », Taylor & Francis, vol. 33, no 4,‎ 1966, p. 419–437 (ISSN 0038-7169, DOI 10.1080/03637756609375508, S2CID 144612750)
- (en) Dominic Tierney, « Pearl Harbor in Reverse », MIT Press, vol. 9, no 3,‎ 2007, p. 49–77 (ISSN 1520-3972, DOI 10.1162/jcws.2007.9.3.49, JSTOR 26926046, S2CID 57560200, lire en ligne)
- (en) Elizabeth Webber et Mike Feinsilber, Merriam Webster's Dictionary of Allusions, Merriam-Webster, 1999 (ISBN 978-0-87779-628-2)
- (en) Theodore H. White, The Making Of The President, 1964, Atheneum Books, 1965 (ISBN 978-0-451-61190-1)
- (en) Geoffrey M. White, « National Subjects: September 11 and Pearl Harbor », Wiley, vol. 31, no 3,‎ 2004, p. 293–310 (DOI 10.1525/ae.2004.31.3.293, JSTOR 3805359)
- (en) Lumeng Yu, « The Great Communicator: How FDR's Radio Speeches Shaped American History », History of Education Society, vol. 39, no 1,‎ 2005, p. 89–106 (ISSN 0018-2745, DOI 10.2307/30036746, JSTOR 30036746)

### Sources externes
- (en) « The Latest: Trump Promises 'Orderly Transition' On January 20 », Associated Press,‎ 7 janvier 2021 (lire en ligne, consulté le 27 novembre 2021).
- (en) George W. Bush, « Statement by the President in His Address to the Nation », sur White House, 2001 (consulté le 27 novembre 2021).
- (en) « Congress Declared War on Japs », New York Daily News,‎ 9 décembre 1941 (lire en ligne, consulté le 27 novembre 2021).
- (en) Rebecca Onion, « FDR's First Draft of His "Day of Infamy" Speech, With His Notes », Slate,‎ 8 décembre 2014 (lire en ligne, consulté le 27 novembre 2021).
- Elaine Sciolino, « Spain Struggles to Absorb Worst Terrorist Attack in Its History », The New York Times,‎ 11 mars 2004 (lire en ligne , consulté le 27 novembre 2021).
- (en) Paul Wolfowitz, « Standup of U.S. Northern Command », sur Département de la Défense des États-Unis, 2002 (consulté le 24 août 2006).